# Bartłomiej Pawełczak
Bartlomiej Pawelczak, né le 7 juin 1982, est un rameur polonais. Il participe aux Jeux olympiques d'été de 2008 et remporte la médaille d'argent dans l'épreuve du quatre sans barreur poids légers.

## Palmarès

### Jeux olympiques
- Jeux olympiques de 2008 à Pékin,  Chine
  -  Médaille d'argent